# 遂宁站
遂宁站是一个二等站，于1997年11月建成投入运营。该站由位于四川省遂宁市经济开发区，归成都铁路局遂宁车务段管辖。主要业务为货运，有多个到成都的车次，亦有到北京、上海、武汉、重庆、廣州、深圳的车次。车型有普快、特快、快速、动车组等。

## 外部連結
- 中国铁路客户服务中心 （页面存档备份，存于）